# La Faculté des songes
La Faculté des songes est un roman de Georges-Olivier Châteaureynaud publié le 25 août 1982 aux éditions Grasset et ayant reçu le prix Renaudot la même année, au deuxième tour de scrutin par cinq voix contre trois pour Les Résonances de l'amour d'Anne Philipe

## Éditions
- La Faculté des songes, éditions Grasset, 1982,  (ISBN 978-2246261810).